# マリリン・ウォーリング
デイム・マリリン・ジョイ・ウォーリング（Dame Marilyn Joy Waring, 1952年10月7日 - ）は、ニュージーランドの公共政策学者、 国際開発コンサルタント、元政治家、環境保護主義者、 フェミニストであり、 フェミニスト経済学の主要な創始者。 
1975年、23歳で、保守的なニュージーランド国民党のニュージーランドで最年少国会議員になる。 国会議員として、彼女は公共支出委員会の議長を務めた。 野党労働党が提案した非核ニュージーランド政策への彼女の支持は、 1984年のニュージーランド総選挙を促進するのに役立ち、彼女は1984年に議会を去った。 

## 生い立ち
マリリン・ウォーリングは、両親が肉屋を所有していたタウピリで育った。 彼女の曽祖父ハリー（アーサー・ヘンリー）ウォーリングは、1881年にイギリスのヘレフォードシャーにあるホープセイからニュージーランドに移住し、タウピリで家族経営の肉屋を経営した。 1927年、ハリー・ウォーリングは、国民党の前身である改革党のラグラン議席で議会への選挙に失敗した  。 マリリンには若い頃ソプラノ歌手としての才能があり、彼女の両親は彼女がクラシック歌手になることを望んでいた。 1973年、マリリンはウェリントンのビクトリア大学から政治学および国際政治の優等学士号を取得した。 

## キャリア
ウォーリングはビクトリア大学の学生の時に国民党に参加した。彼女は同性愛法改革を支持する野党国会議員のベン・ヤングを支持した。 
1975年の総選挙で、彼女はラグラン選挙区の議会のニュージーランド国民党議員になった。  23歳で彼女は選挙時に最年少の国会議員となった。 
1984年、ウォーリングは政界を去り、学界に戻った。彼女の研究は、フェミニストの経済学、幸福、人権、および法律と援助に影響を与える経済的要因に焦点を当てている。 
1988年には"If Women Counted"を発表した。（初版はグロリア・スタイネムによる紹介付き） それは「経済的進歩」を表すものとしてのGDPの使用を批判し、女性と自然とを評価の要素として考慮する方法の欠如が、意図せずも恐ろしい結果をもたらすグローバリゼーションを推進することになると主張した。  
2014年、アンソロジー『マリリン・ウォーリング：フェミニスト経済学の進歩』が発行された。学術誌"Choice"による書評では、この本は「経済成長や消費、ヘルスケア、死亡率、無給の家事、育児、教育、栄養、平等、そしてサステナビリティの根本的な意味についての問いを含む幅広い問題を探究している。」とある。   

## 著作
- マリリン・ウォーリング Women、Politics、and Power：Essays 、Unwin Paperbacks-Port Nicholson Press（1984）。 議会、アパルトヘイト、ニュージーランドのスポーツ、 非核ニュージーランドの女性問題。 ISBN 0-86861-562-5
- マリリン・ウォーリング If Women Counted：A New Feminist Economics 、Harper＆Row（1988）、Republished by Macmillan 、 Allen＆Unwin and University of Toronto Press元のタイトルの下で、 Counting for Nothingとして
- マリリン・ウォーリング 3つの仮面舞踏会：平等、労働、人権に関するエッセイ 、オークランド：ブリジットウィリアムスの書籍を含むオークランド大学出版局（1996） ISBN 0-8020-8076-6
- マリリン・ウォーリング 山羊の生涯：執筆1984–2000 、Bridget Williams Books（2004年4月） ISBN 1-877242-09-8
- マリリン・ウォーリング メイヘムの管理  ：ニュージーランドのワークライフバランス 、ダンモア出版（2007）。 ISBN 9781877399282
- マリリン・ウォーリング 1 Way 2 C the World：Writings 1984–2006 、University of Toronto Press（2011）
- Anit N Mukherjee、マリリン・ウォーリング、Meena Shivdas、Robert Carr。 誰が気にする？：尊厳の経済学 、連邦事務局（2011）。 ISBN 978-1-84929-019-7
- マリリン・ウォーリング＆カーリンズ、ケイト。 論文サバイバーストーリー 、Exisle Publishing（2011）。 あなたの博士号や修士論文を通過する上での実用的なアドバイス。 ISBN 978-0-9582997-2-5
- Anit N Mukherjee、Elizabeth Reid、マリリン・ウォーリング、Meena Shivdas。 予想される社会的保護：尊厳と権利の主張 、連邦事務局（2013）。 ISBN 978-1-84929-095-1
- マリリン・ウォーリング それでも数える：幸福、女性の仕事、政策立案。 ブリジット・ウィリアムスの本（2019） ISBN 9781988545530
- マリリン・ウォーリング、マリリン・ウォーリング：政治年。 Bridget Williams Books（2019）。 ISBN 978-1-98854-593-6